# Dmitrij Miedwiediew (hokeista)
Dmitrij Iwanowicz Miedwiediew, ros. Дмитрий Иванович Медведев, biał. Дзмітрый Іванавіч Мядзведзеў - Dzmitrij Iwanawicz Miadziedzieu (ur. 12 stycznia 1967) – hokeista. Trener hokejowy.

## Kariera zawodnicza
- Dynama Mińsk (1984-1990)
- HK Nioman Grodno (-1992)
- Towimor Toruń (1992-1994)
- Unia Oświęcim (1994-1996)
- HK Nioman Grodno (1996-2000)
- SC Energija (2000-2002, 2004-2006)

Wychowanek szkoły Junosti Mińsk. W młodości występował w kadrze juniorskiej ZSRR, w tym w turniejach mistrzostw Europy juniorów do lat 18 edycji 1985 oraz mistrzostw świata juniorów do lat 20 edycji 1987, podczas którego reprezentacja Związku Radzieckiego została zdyskwalifikowana. Pierwsze lata kariery grał w klubie Dynama Mińsk występujący w radzieckiej Wyższej Lidze. Później występował w klubach białoruskiej ekstraligi, ligi polskiej. W trakcie sezonu 1992/1993 od października 1992 był zawodnikiem Towimoru Toruń, przychodząc z Grodna i wzmacniając zespół wraz z innym zawodnikiem, Iharem Dawidau. W Toruniu grał nadał w sezonie 1993/1994. Później występował w barwach Unii Oświęcim w sezonach 1994/1995 i 1995/1996), ligi łotewskiej grając w barwach drużyny SC Energija z Litwy. Tam zakończył karierę w 2006.

## Kariera trenerska
- SC Energija (2003-2009), główny trener
- Reprezentacja Litwy (2001-2009), główny trener
- Podhale Nowy Targ (2006)
- Reprezentacja Estonii (2010-2013), główny trener
- Baltica Vilnius (2011-2013), główny trener
- Tallinn Viiking Sport (2013/2014), główny trener
- HC Viking Tallinn (2014/2015), główny trener
- HC Viking/TSK U20 (2014/2015), główny trener
- HC Kalev Viking Tallinn (2015/2016), główny trener
- HC Viking Tallinn (2016/2017), główny trener
- HC Vipers U18 (2018/2019), asystent trenera

Po zakończeniu kariery pozostał na Litwie prowadząc przez wiele lat jako trener zespół z Elektren i jednocześnie reprezentację Litwy (2001-2009). W 2006 był trenerem Podhala Nowy Targ. Od października 2010 szkoleniowiec reprezentacji Estonii. Od 2011 do 2013 prowadził juniorską drużynę Baltica Vilnius, występującą w rosyjskich rozgrywkach MHL-B. Od stycznia 2014 trener estońskiego klubu Tallinn Viiking Sport.

## Sukcesy
Zawodnicze reprezentacyjne
- Srebrny medal mistrzostw Europy juniorów do lat 18: 1985 z ZSRR

Zawodnicze klubowe
- Srebrny medal mistrzostw Polski: 1995, 1996 z Unią Oświęcim
- Brązowy medal mistrzostw Białorusi: 1996, 1997, 2000 z Niomanem Grodno
- Zwycięzca Wschodnioeuropejskiej Ligi Hokejowej: 1996 z Niomanem Grodno
- Złoty medal mistrzostw Białorusi: 1998, 1999 z Niomanem Grodno
- Złoty medal mistrzostw Litwy: 2001, 2003, 2004, 2005, 2006 z Energiją

Szkoleniowe reprezentacyjne
- Awans do mistrzostw świata I dywizji: 2002, 2008 z Litwą, 2010, 2012, 2014 z Estonią

Szkoleniowe klubowe
- Złoty medal mistrzostw Litwy: 2004, 2005, 2006, 2007, 2008, 2009 z Energiją
- Złoty medal mistrzostw Estonii: 2014 z Tallinn Viiking Sport